# Серебристые горбыли
Серебристые горбыли лат. Argyrosomus) — род лучепёрых рыб семейства горбылёвых. Некоторые виды являются промысловыми. Самый крупный представитель рода Argyrosomus regius достигает 230 сантиметров в длину.

## Виды
- Argyrosomus amoyensis (Bleeker, 1863) — Амойский серебристый горбыль
- Argyrosomus beccus Sasaki, 1994
- Argyrosomus coronus Griffiths et Heemstra, 1995
- Argyrosomus heinii (Steindachner), 1902 — Оманский серебристый горбыль
- Argyrosomus hololepidotus (Lacepède, 1801) — Австралийский серебристый горбыль
- Argyrosomus inodorus Griffiths et Heemstra, 1995
- Argyrosomus japonicus (Temminck et Schlegel, 1843) — Японский серебристый горбыль
- Argyrosomus regius (Asso, 1801) — Обыкновенный серебристый горбыль
- Argyrosomus thorpei Smith, 1977 — Южноафриканский серебристый горбыль